# Ambrogio Ravasi
Ambrogio Ravasi IMC (* 7. Februar 1929 in Bellusco; † 30. Oktober 2020 in Nairobi, Kenia) war ein italienischer Ordensgeistlicher und römisch-katholischer Bischof von Marsabit in Kenia. 

## Leben
Ambrogio Ravasi trat im Istituto Missioni Consolata in Turin der Ordensgemeinschaft der Consolata-Missionare bei und empfing nach seiner theologischen Ausbildung am 9. Februar 1957 in Washington, USA, die Priesterweihe. Er war in seinem Orden der Kongregation der Consolata-Missionare tätig und wurde 1971 Missionar in Kenia. 
Papst Johannes Paul II. ernannte ihn am 19. Juni 1981 zum Bischof von Marsabit. Der Erzbischof von Nairobi Maurice Michael Kardinal Otunga spendete ihm am 18. Oktober desselben Jahres die Bischofsweihe; Mitkonsekratoren waren Caesar Gatimu, Bischof von Nyeri, und Ferdinando Maggioni, Bischof von Alessandria.
Am 25. November 2006 nahm Papst Benedikt XVI. seinen altersbedingten Rücktritt an.